# 中南大学湘雅三医院
中南大学湘雅三医院是目前长沙市内河西唯一一所国家卫健委直管三级甲等大型综合性教学医院。

## 科研平台
- 国家药物临床试验机构
- 国家卫计委移植医学工程技术研究中心
- 湖南省非可控性炎症与肿瘤重点实验室
- 医学信息研究湖南省普通高等学校重点实验室
- 湖南省移植医学工程技术研究中心
- 湖南省亚健康诊断与干预工程技术研究中心
- 湖南省高血压研究中心
- 生物芯片上海国家工程研究中心湖南分中心
- 病毒生物技术国家工程研究中心湖南分中心
- 湖南省肝硬化门脉高压症治疗研究中心
- 男性病研究中心
- 湖南省个体化药物咨询与指导中心
- 中南大学生物材料与医疗器械工程技术中心
- 中南大学生物医学信息研究中心
- 中南大学细胞移植及基因治疗研究所
- 中南大学身心健康研究所
- 中南大学疼痛医学研究所
- 中南大学药物临床评价研究中心[2]
- 中南大学前列腺疾病研究所

## 临床医技科室
| - 心血管内科 - 消化内科 - 血液内科 - 呼吸内科 - 肾病、风湿病科 - 神经内科 - 内分泌科 - 感染科 - 肿瘤科 - 老年病科 - 临床心理科 - 中医科 - 普外科胃肠外科 - 普外科乳甲外科 - 普外科肝胆外科 - 普外科 - 器官移植科 - 心胸外科 - 泌尿外科 - 骨科 - 神经外科 - 烧伤整形科 - 妇科 - 产科 - 儿科 | - 口腔科 - 眼科 - 耳鼻咽喉头颈外科 - 皮肤科 - 麻醉科 - 检验科 - 急危重症中心 - 药剂科 - 超声科 - 放射科 - 核医学科 - 输血科 - 病理科 - 营养科 - 血液净化中心 - 疼痛康复中心 - 健康管理中心 - 腔镜中心 - 儿童保健中心 - 消毒供应中心 - 120急救中心 - 手术室 - 门诊手术室 - 门诊综合治疗室 |

## 歷任院長
- 陳方平
- 江泓

## 醫療事故
湘雅三医院担任呼吸与危重症医学科主任孟婕，放任她的学生、单独进行支气管镜检查等医疗活动，导致2022年5月、8月先后发生2例支气管镜检查后患者死亡事件。